# Фролов, Александр Иванович (кинооператор)
Алекса́ндр Ива́нович Фроло́в (14 августа 1904, Владимирская губерния — 25 июля 1962) — советский оператор и режиссёр неигрового кино, фронтовой кинооператор во время Великой Отечественной войны. Лауреат двух Сталинских премий (1946, 1952).

## Биография
Родился 1 (14) августа 1904 года в селе Раменки Владимирской губернии (ныне Ивановская область). Участник Гражданской войны — в 1920—1921 годах служил на Волжско-Каспийской военной флотилии. После непродолжительное время провёл в Томске, а с 1922 по 1924 год работал в Нижнем Новгороде переписчиком на водном транспорте.
В 1927—1929 годах работал помощником оператора на кинофабрике «Совкино» в Москве. В 1929 году окончил ГТК, после чего два года работал на кинофабрике в Ашхабаде. С 1932 по 1934 год — на «Союзтехфильме» в Москве, затем на «Востокфильме» и с 1935 года вновь в Ашхабаде.
 В 1938 году перешёл на Ташкентскую студию «Узбекфильм».

Александр Фролов в Будапеште, 1945 год

С июля 1941 года — оператор Северо-Западного фронта, оперативной группы ЦСДФ и 2-го Украинского фронта. Снимал в партизанских отрядах.
В 1945—1950 годах — оператор Ташкентской киностудии, с апреля 1950 года — на Алма-Атинской киностудии, где начал снимать и как режиссёр.
Скончался 25 июля 1962 года.

## Фильмография

### Оператор
- 1932 — Забыть нельзя
- 1938 — Люди долины Сумбар (совм. с Б. Муратовским)
- 1940 — Азамат
- 1943 — Народные мстители, Орловская битва
- 1944 — Победа на Юге, Битва за нашу Советскую Украину
- 1945 — Разгром Японии, Будапешт, Вена
- 1947 — Советская Киргизия
- 1951 — Советский Казахстан
- 1953 — По Иртышу; Народный учитель
- 1955 — Это было в Шугле
- 1958 — Думы о счастье
- 1960 — Дорога жизни
- 1961 — Город моей весны

### Режиссёр
- 1953 — Аля Анаров
- 1958 — Трактор-автомат
- 1960 — Новаторы и механизаторы целины

## Награды и премии
- Сталинская премия первой степени (1946) — за фильм «Разгром Японии» (1945)
- Сталинская премия третьей степени (1952) — за фильм «Советский Казахстан» (1951)
- орден Отечественной войны I степени (11.5.1945)[2]
- орден Красной Звезды (18.2.1944)[2]
- медаль «Партизану Отечественной войны» I степени[1]